# ريويتشي كاميياما
ريويتشي كاميياما (باليابانية: 神山 竜一) (10 نوفمبر 1984 في أوساكا في اليابان – )؛ هو لاعب كرة قدم ياباني سابق كان يلعب كحارس مرمى.

## وصلات خارجية
- ريويتشي كاميياما على موقع رابطة كرة القدم اليابانية للمحترفين (اليابانية)
- ريويتشي كاميياما على موقع قاعدة بيانات كرة القدم.إي يو (الإنجليزية)
- ريويتشي كاميياما على موقع Soccerway.com (الإنجليزية)
- ريويتشي كاميياما على موقع عالم كرة القدم.نت (الإنجليزية)
- ريويتشي كاميياما على موقع كووورة